# Jan Abrahamowic
Jan Abrahamowic herbu Nałęcz (ur. ?, zm. 1318) – polski duchowny rzymskokatolicki, biskup płocki, prepozyt płockiej kapituły katedralnej w latach 1297–1310.

## Życiorys
Syn Abrahama. W 1310 papież Klemens V prekonizował go biskupem płockim. Zmarł w 1318.